# Гавер-Норт (Монтана)
Гавер-Норт (англ. Havre North) — переписна місцевість (CDP) в США, в окрузі Гілл штату Монтана. Населення — 726 осіб (2020).

## Географія
Гавер-Норт розташований за координатами 48°33′47″ пн. ш. 109°40′17″ зх. д. / 48.56306° пн. ш. 109.67139° зх. д. (48.563172, -109.671421).  За даними Бюро перепису населення США в 2010 році переписна місцевість мала площу 8,82 км², уся площа — суходіл.

## Демографія
Згідно з переписом 2010 року, у переписній місцевості мешкало 716 осіб у 333 домогосподарствах у складі 183 родин. Густота населення становила 81 особа/км².  Було 398 помешкань (45/км²).
Расовий склад населення:
| - 83,1 % — білих - 10,5 % — корінних американців - 0,3 % — чорних або афроамериканців - 0,3 % — азіатів |

До двох чи більше рас належало 5,9 %. Частка іспаномовних становила 2,0 % від усіх жителів.
За віковим діапазоном населення розподілялося таким чином: 20,3 % — особи молодші 18 років, 63,9 % — особи у віці 18—64 років, 15,8 % — особи у віці 65 років та старші. Медіана віку мешканця становила 42,8 року. На 100 осіб жіночої статі у переписній місцевості припадало 113,7 чоловіків;  на 100 жінок у віці від 18 років та старших — 112,3 чоловіків також старших 18 років.
Середній дохід на одне домашнє господарство  становив 39 816 доларів США (медіана — 28 077), а середній дохід на одну сім'ю — 41 909 доларів (медіана — 34 432). За межею бідності перебувало 41,7 % осіб, у тому числі 67,4 % дітей у віці до 18 років та 8,6 % осіб у віці 65 років та старших.
Цивільне працевлаштоване населення становило 284 особи. Основні галузі зайнятості: освіта, охорона здоров'я та соціальна допомога — 46,1 %, роздрібна торгівля — 18,0 %, оптова торгівля — 12,3 %, мистецтво, розваги та відпочинок — 8,5 %.